# 埃里克·高赫耶
埃里克·高赫耶（丹麥語：Erik Gaardhøje，1938年11月2日—2007年5月22日），丹麦男子足球运动员，司职守门员。他曾入选1960年夏季奥林匹克运动会丹麦男子足球队名单，但并未上场参赛。